# Медичний огляд
Медичний огляд — комплекс загальних медичних втручань, що проводяться з метою виявлення патологічних станів, захворювань і факторів ризику їх розвитку.
Обов'язковим медичним оглядам, які мають на меті дати всебічну оцінку стану здоров'я обстежених осіб, підлягають діти, підлітки, ветерани війни і праці, особи, які постраждали внаслідок Чорнобильської катастрофи, та деякі інші категорії населення. Крім того, періодично обстежують працівників певних професій, осіб, що перебувають під впливом так званих факторів ризику тощо. Перелік професій, працівники яких підлягають обов'язковому медичному огляду, термін і порядок його проведення встановлюються МОЗ України за погодженням з Міністерством праці та соціальної політики України.

Організація оглядів працівників покладається на власника підприємства, установи, організації і здійснюється за рахунок його коштів.